# Chapéu do Bispo
O Chapéu do Bispo é um pico da serra da Mantiqueira, localizado no distrito de Monte Verde, município de Camanducaia. Situado no Parque Ecológico Verner Grinberg, a uma altitude de 1 955 m e a cerca de 3,5 km da zona urbana, é uma das principais atrações turísticas do distrito. Do alto do pico é possível avistar o Vale do Paraíba.